# Smågö
Smågö är en ö i Loftahammars socken i Västerviks kommun, mellan Björkö och Hasselö. Ön har en yta på 1,13 kvadratkilometer.
En gård omtalas på Smågö 1544 och i början av 1800-talet fanns här tre gårdar. 2012 hade ön 7 bofasta invånare. Det finns fortfarande ett aktivt jordbruk på ön.